# Germain Gigounon
 Germain Gigounon  (nacido el 20 de abril de 1989) es un tenista profesional belga. 

## Carrera
Su mejor ranking individual es el Nº 185 alcanzado el 17 de agosto de 2015, mientras que en dobles logró la posición 253 el 23 de marzo de 2015.
No ha logrado hasta el momento títulos de la categoría ATP ni de la ATP Challenger Tour, aunque sí ha obtenido varios títulos Futures tanto en individuales como en dobles.